# Schwenkbaum

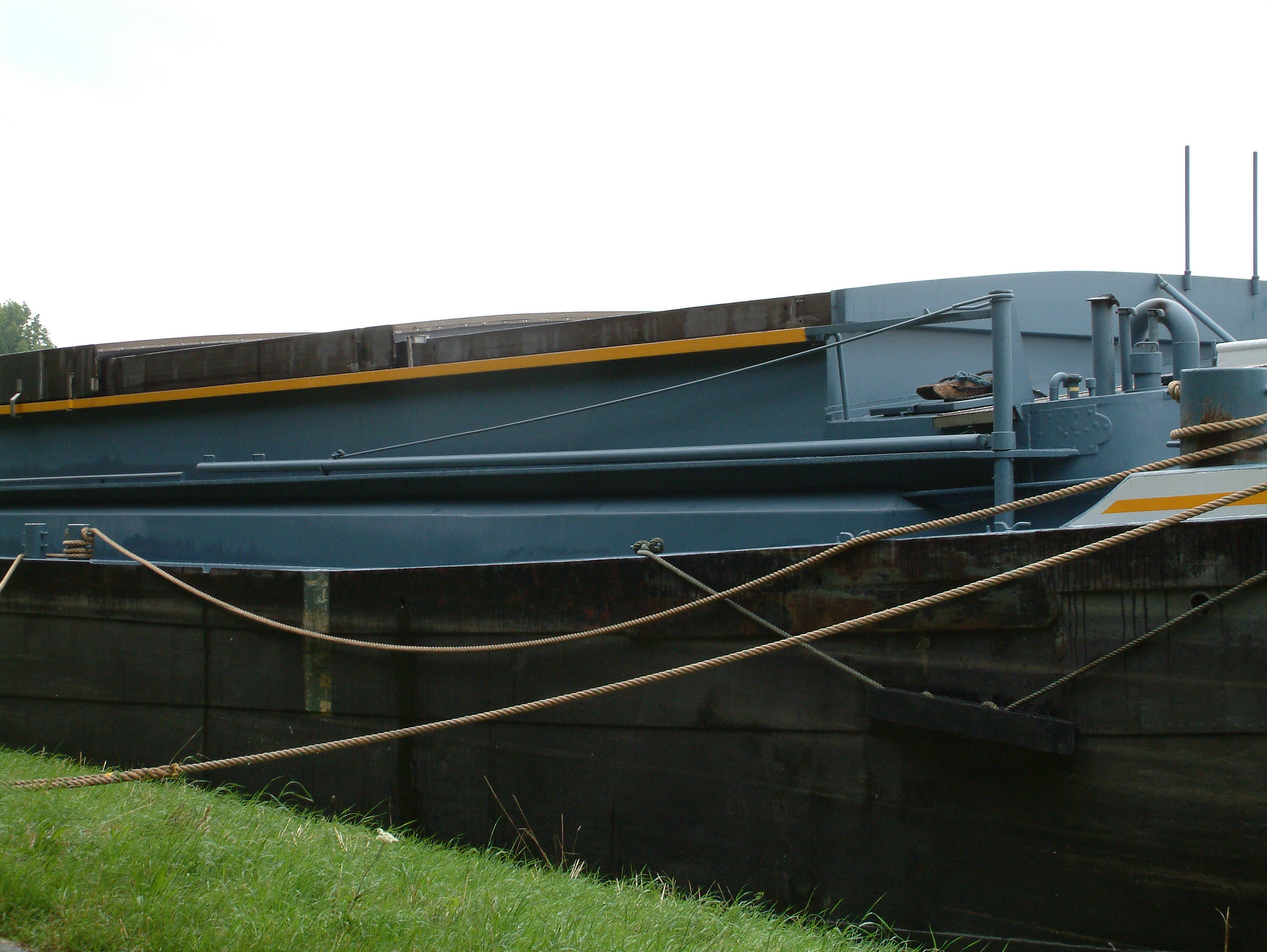
Schwenkbaum

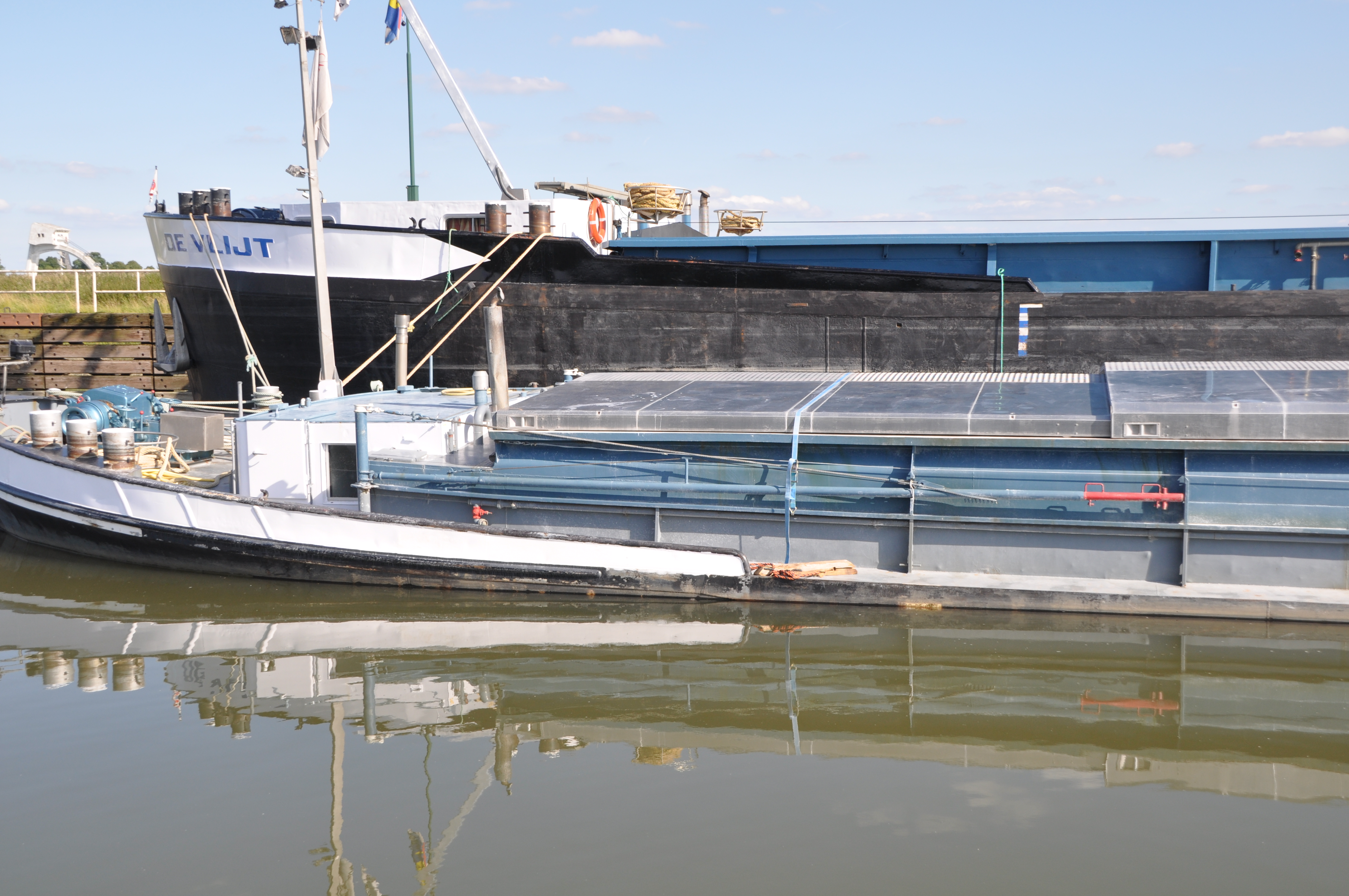
Schwenkbaum

Der Schwenkbaum (auch als Sprung- oder Springbaum bekannt) ist ein Ausrüstungsgegenstand auf Binnenschiffen. Mit ihm können Besatzungsmitglieder am Ufer abgesetzt werden, wenn es die Uferform nicht zulässt, eine Laufplanke auszubringen. Viele Schiffe hatten sowohl an Steuerbord wie an Backbord einen Schwenkbaum.

## Bauweise
Der Schwenkbaum besteht aus einem rund sechs Meter langen, waagerecht liegenden Metallrohr mit 10 cm Durchmesser. Dieses ist an einer senkrecht stehenden Säule auf dem Vorschiff schwenkbar gelagert und mit einem Drahtseil abgespannt. Es gibt auch die Bauweise, bei der das Rohr direkt am Dennebaum gelagert ist. Am Rohr befinden sich zwei Haltegriffe und manchmal auch ein Trittbügel. Bei Nichtgebrauch ruht der Schwenkbaum in einer Aufnahmegabel oder ist anderweitig gegen ein selbstständiges Ausschwenken gesichert.
Schwenkbäume müssen für eine Belastung von mindestens 100 kg ausgelegt sein und gegen unbeabsichtigtes Ausschwenken ausgerüstet sein.

## Gebrauch
Schwenkbäume dienen bei Binnenschiffen dem Schiffspersonal nur zum Übersetzen an Land, um das Schiff festzumachen. Die aussteigende Person stützt sich auf den beiden Haltegriffen ab und stößt sich mit Schwung vom Schiff ab. Dabei kann sie zum Beispiel auch einen Festmacherdraht oder -leine oder sonstige Gegenstände mit an Land nehmen. Beim Ausschwenken kann sie von einer an Bord stehenden Person unterstützt werden.